# Oreopsyche plumosella
Oreopsyche plumosella är en fjärilsart som beskrevs av Charles Théophile Bruand d’Uzelle 1853. Oreopsyche plumosella ingår i släktet Oreopsyche och familjen säckspinnare. Inga underarter finns listade i Catalogue of Life.